# Лаймен (Південна Кароліна)
Лаймен (англ. Lyman) — місто (англ. town) в США, в окрузі Спартанберг штату Південна Кароліна. Населення — 6173 особи (2020).

## Географія
Лаймен розташований за координатами 34°58′6″ пн. ш. 82°8′13″ зх. д. / 34.96833° пн. ш. 82.13694° зх. д. (34.968208, -82.136955).  За даними Бюро перепису населення США в 2010 році місто мало площу 16,99 км², з яких 15,48 км² — суходіл та 1,51 км² — водойми. В 2017 році площа становила 17,96 км², з яких 16,40 км² — суходіл та 1,55 км² — водойми.

## Демографія
Згідно з переписом 2010 року, у місті мешкали 3243 особи в 1359 домогосподарствах у складі 904 родин. Густота населення становила 191 особа/км².  Було 1497 помешкань (88/км²).
Расовий склад населення:
| - 84,9 % — білих - 10,7 % — чорних або афроамериканців - 0,8 % — азіатів - 0,3 % — корінних американців - 1,6 % — осіб інших рас |

До двох чи більше рас належало 1,8 %. Частка іспаномовних становила 3,7 % від усіх жителів.
За віковим діапазоном населення розподілялося таким чином: 21,6 % — особи молодші 18 років, 62,2 % — особи у віці 18—64 років, 16,2 % — особи у віці 65 років та старші. Медіана віку мешканця становила 39,8 року. На 100 осіб жіночої статі у місті припадало 90,8 чоловіків;  на 100 жінок у віці від 18 років та старших — 87,4 чоловіків також старших 18 років.
Середній дохід на одне домашнє господарство  становив 52 736 доларів США (медіана — 47 400), а середній дохід на одну сім'ю — 61 469 доларів (медіана — 53 607). Медіана доходів становила 46 205 доларів для чоловіків та 39 329 доларів для жінок. За межею бідності перебувало 9,2 % осіб, у тому числі 10,3 % дітей у віці до 18 років та 6,1 % осіб у віці 65 років та старших.
Цивільне працевлаштоване населення становило 1553 особи. Основні галузі зайнятості: виробництво — 24,4 %, освіта, охорона здоров'я та соціальна допомога — 16,8 %, роздрібна торгівля — 14,9 %.